# Rompimento das barragens de Derna
O rompimento das barragens de Derna foram falhas catastróficas de duas barragens em Derna, Líbia, na noite de 10 a 11 de setembro de 2023, após a tempestade Daniel. O colapso da barragem de Derna e da barragem de Abu Mansour liberou cerca de 30 milhões de metros cúbicos de água  , causando inundações a jusante, à medida que o Wadi Derna transbordava  . As enchentes destruíram parcialmente a cidade de Derna. O número oficial de mortos foi de 5.923, mas podem ter morrido cerca de 24.000 pessoas . O evento foi o segundo rompimento de barragem mais mortal da história, depois do rompimento da Barragem de Banqiao, em 1975, na China.

## Antecedentes

### Construção das barragens
As barragens atingidas pela tempestade foram construídas durante o governo de Muammar Khadafi, pela empresa iugoslava Hidrotehnika-Hidroenergetika , na década de 1970, para controlar as cheias , irrigar terras agrícolas e fornecer água às comunidades vizinhas . Foram descritas como barragens de aterro, preenchidas com argila com uma altura de 75 metros (barragem de Derna) e 45 metros (barragem de Mansour) . A barragem de Mansour (ou Abu Mansour ) tinha uma capacidade de armazenamento de água de 1,5 milhões de metros cúbicos, enquanto a barragem de Derna (ou Belad )  tinha uma capacidade de 22,5 milhões de metros cúbicos  (1,5 milhões de metros cúbicos segundo outra fonte ).

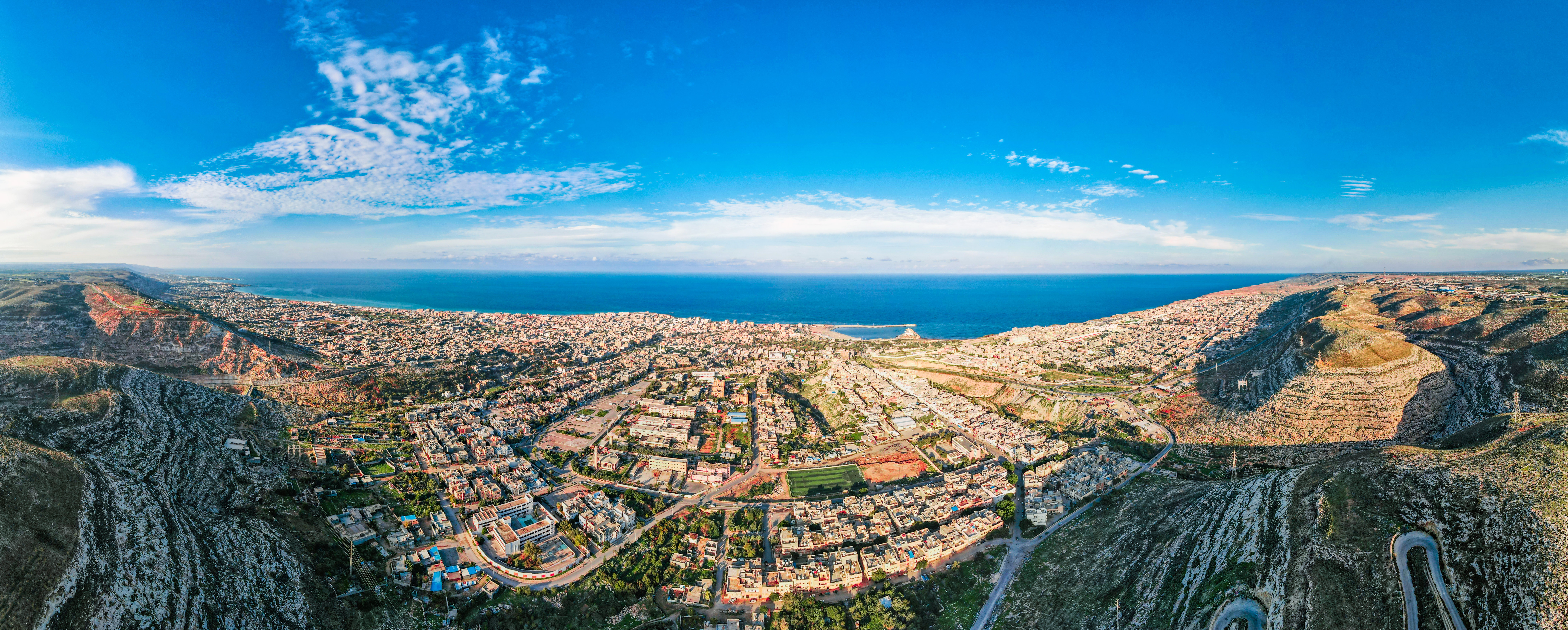
Vista de Derna em dezembro de 2020, a segunda barragem é visível no centro à esquerda.

#### Locais
- Barragem de Derna – 32° 39′ 34″ N, 22° 34′ 38″ L
- Barragem de Abu Mansour - 32° 45′ 11″ N, 22° 37′ 53″ L
- Cidade de Derna – 32° 45′ 49″ N, 22° 38′ 10″ L

### Situação política
A escala do desastre de Derna foi atribuída a décadas de negligência da região por parte e após o governo de Muammar Gadaffi   . Ao longo da década de 2010, a cidade foi um campo de batalha, durante a guerra civil da Líbia, a intervenção simultânea da OTAN e os conflitos entre governos rivais estabelecidos após a queda de Kadafi . Depois da queda de Gadaffi do poder, a cidade mudou de mãos quatro vezes.

### Avisos
Fissuras nas barragens já tinham sido relatadas desde o ano de 1998 . O vice-prefeito de Derna disse que as barragens não passavam por manutenção desde 2002 e não foram construídas para suportar tais volumes de água . De acordo com uma agência de auditoria estatal, a falta de manutenção ocorreu apesar da atribuição pelo governo de mais de 2 milhões de euros para esse fim em 2012 e 2013. . No entanto, a empresa de construção turca chamada Arsel Construction Company Limited afirmou ter sido contratada para realizar trabalhos de manutenção na barragem e construir outra em 2007, e declarou em seu website oficial que concluiu esses trabalhos em 2012 .
Ainda em 2022, um pesquisador da Universidade Omar Al-Mukhtar em Bayda, na Líbia, alertou num artigo que as barragens necessitavam de atenção urgente, enfatizando que existia "um elevado potencial de risco de inundações"  . O artigo também apelou às autoridades para que efetuassem urgentemente a manutenção das barragens, afirmando profeticamente que “(numa) grande cheia, os resultados serão catastróficos” . O Wadi Derna era conhecido por ser propenso a inundações, tendo sofrido quatro grandes inundações nos ano de 1942, 1959, 1968 e 1986 .

### Tempestade Daniel
Imediatamente antes do rompimento das barragens, a tempestade Daniel causou chuvas extremas no nordeste da Líbia. Entre 4 e 10 de setembro de 2023, a tempestade causou chuvas torrenciais na Grécia e nos Bálcãs, intensificou-se em um ciclone mediterrâneo e avançou para o sul através do mar Mediterrâneo. Em 10 de setembro, a tempestade atingiu a Líbia perto da cidade de Benghazi. Foram registados totais de precipitação de 150–240 mm durante 24 horas no nordeste da Líbia, e ventos atingiram velocidades entre 112–128 km/h. A tempestade Daniel moveu-se para leste e continuou para o interior antes de degenerar numa área de baixa pressão, e a tempestade dissipou-se em 12 de setembro .

## Colapso
Antes da tempestade, os moradores foram impedidos de sair de suas casas depois que as autoridades impuseram um toque de recolher preventivo no dia 10 de setembro de 2023  .
Acredita-se que a barragem de Derna, localizada na confluência de dois vales fluviais, foi a primeira das duas barragens a colapsar. As águas libertadas avançaram 12 quilômetros em direção ao mar e inundaram a barragem de Mansur, que já estava sob pressão devido à subida dos níveis de água de seu reservatório «Why did Derna's dams break when Storm Daniel hit Libya?». Aljazeera (em inglês). 13 de setembro de 2023. Consultado em 13 de setembro de 2023. Arquivado do original em 14 setembro 2023</ref>. Os moradores testemunharam ter ouvido fortes explosões na altura em que as barragens rebentaram .
Essas águas varreram Derna e um vídeo mostra a enchente chegando à cidade pouco antes das 03:00 EET (UTC+2:00) em 11 de setembro . Vídeos postados nas redes sociais mostraram carros submersos no dilúvio . O primeiro-ministro Osama Hamada afirmou que bairros residenciais foram varridos, enquanto o ministro da aviação de Hamada, Hisham Chkiouat, disse que Derna parecia ter sido atingida por um "tsunami". Ele também disse que 25% da cidade tinha "desaparecido" , com grande parte da cidade arrastadas para o Mar Mediterrâneo .
Os hospitais da cidade ficaram inoperantes enquanto os necrotérios ficaram cheios, fazendo com que os corpos fossem deitados nas calçadas  e na praça principal da cidade. Mais de 300 corpos foram enviados para um necrotério em Tobruk para lidar com a superlotação . Mais de 1.000 corpos foram posteriormente enterrados em valas comuns . Equipes navais foram enviadas para recuperar corpos arrastados para o mar pelas enchentes . Nos dias seguintes, pelo menos 200 corpos foram encontrados encalhados a uma distância de até 20 quilómetros de Derna . Outros foram encontrados a mais de 100 quilômetros da cidade . Uma pessoa foi resgatada após ser encontrada a 11 milhas náuticas da costa de Derna .

## Danos e vítimas
As estimativas de vítimas do desastre variam muito. O Gabinete das Nações Unidas para a Coordenação de Assuntos Humanitários apresentou uma estimativa de 11.300 mortos , mas posteriormente retirou esse número . Othman Abduljalil, o ministro da saúde do Governo de Estabilidade Nacional da Líbia disse num primeiro momento que 6.000 pessoas estavam desaparecidas só em Derna . O prefeito de Derna, Abdulmenam Al-Ghaithi, disse à imprensa estatal saudita al-Arabiya que o número final de mortos na cidade poderia variar de 18.000 a 20.000, o equivalente a um quinto da população da cidade  . O analista líbio Anas El Gomati disse num relatório de Setembro de 2024 do Al-Monitor que um número de mortos entre 14.000 e 24.000 era mais provável .
Apenas três dos dez distritos da cidade escaparam das inundações , enquanto cinco das sete rotas de entrada em Derna ficaram inacessíveis . O colapso de quatro pontes ao longo do Wadi Derna dividiu efetivamente a cidade em duas . Uma análise das Nações Unidas mostrou que mais de 2.200 edifícios na cidade foram inundados  e mais de 40.000 pessoas foram “deslocadas” .

## Consequências
Manifestantes pediram que autoridades do governo oriental da Líbia fossem demitidas por não realizarem a manutenção da barragem ou emitirem uma ordem de evacuação. Em 18 de Setembro, a casa do presidente da câmara de Derna, Abdulmenam al-Ghaithi, foi incendiada . No dia 25 de Setembro, al-Ghaithi e vários outros funcionários foram detidos por acusações de má gestão e negligência após o rompimento da barragem .
Em 28 de julho de 2024, 12 funcionários responsáveis pela gestão dos recursos hídricos e pela manutenção das barragens receberam penas de prisão 